# Srijede
Srijede (cyr. Сриједе) – wieś w Czarnogórze, w gminie Nikšić. W 2011 roku liczyła 9 mieszkańców.